# Giovanni Ponzello

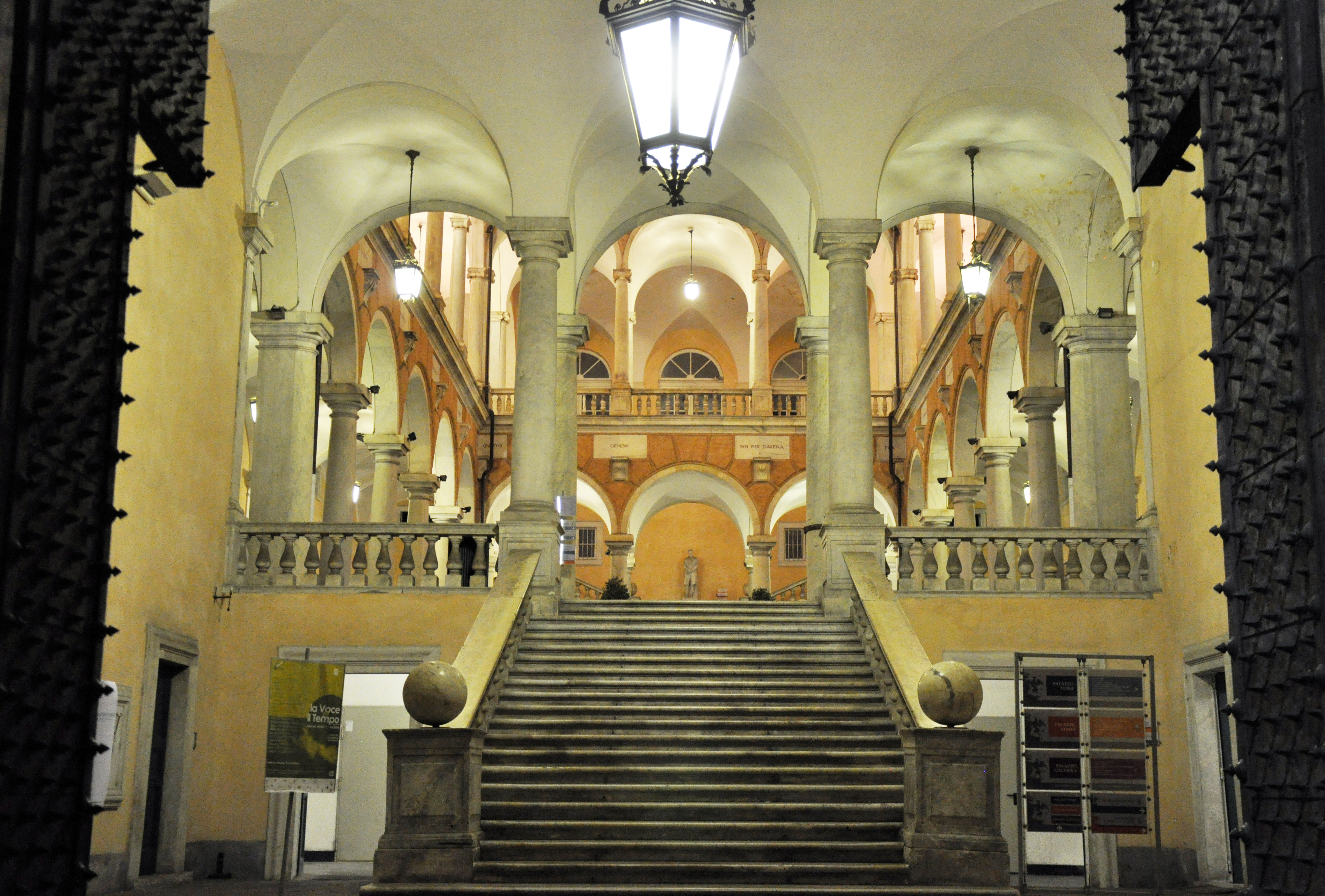
palazzo Doria-Tursi, scalone

Giovanni Ponzello (o Ponsello) (Caravonica, anni venti del XVI secolo – Genova, intorno al 1598) è stato un architetto italiano attivo in Liguria, principalmente a Genova, dove si distinse nel progetto di palazzi privati. Esponente del manierismo, fu uno dei principali artefici del rinnovamento urbanistico della città nella seconda metà del Cinquecento
.

## Biografia
Nacque a Caravonica, nell'entroterra di Imperia, da una famiglia di architetti e marmorari, nei primi decenni del XVI secolo. Risulta attivo a Genova a partire dal 1558, dove il suo nome è legato al progetto di diversi palazzi nobiliari, talvolta con la collaborazione del fratello Domenico
Uno dei lavori più significativi portati a compimento dai due come progettisti e responsabili del cantiere, come attestato da numerosi documenti d'archivio, è quello del palazzo Doria-Tursi in Strada Nuova, oggi sede del comune di Genova.
Per adattare la costruzione alla pendenza del terreno, i fratelli Ponzello adottarono un innovativo modello atrio-scalone-cortile interno, con una scalinata marmorea che dall'atrio conduce al cortile sopraelevato, circondato da un porticato colonnato, da cui attraverso altre scale si accede ai piani superiori dell'edificio. A questo modello si sarebbe ispirato alcuni decenni più tardi Bartolomeo Bianco per il collegio dei Gesuiti di via Balbi, dal 1775 sede dell'Università di Genova.
Sotto la loro direzione lavorarono alla costruzione del palazzo, voluto dal banchiere Niccolò Grimaldi, un folto gruppo di artisti e marmorari, tra i quali lo scultore Taddeo Carlone e Giovanni Lurago, fornitore di pietre e marmi, fratello di quel Rocco Lurago, in realtà mai accreditato come architetto, al quale è stato a lungo erroneamente attribuito il disegno del palazzo.
Numerosi i suoi progetti legati a palazzi nobiliari, soprattutto a Genova; molto apprezzato dai Doria, per Gianandrea Doria, erede del "Principe", lavorò all'ampliamento della villa di Fassolo e al rifacimento della vicina chiesa di San Benedetto al Porto, all'epoca cappella gentilizia della stessa villa, occupandosi anche della sistemazione definitiva dei fabbricati a mare, dell'imbarcadero e dei giardini a mare e a monte della villa.
Sempre per i Doria, costruì nel loro feudo di Loano un palazzo, ispirato allo stile dell'Alessi, oggi sede comunale, e il complesso conventuale di Sant'Agostino.
Nel 1576 venne nominato "architetto camerale" del comune di Genova, succedendo a Bernardino Cantone.
Nel 1585 collaborò con il Vannone al progetto per la nuova chiesa di San Pietro in Banchi, rielaborando un precedente progetto di massima del Cantone.
Non è nota la data della sua morte, ma non si conoscono suoi progetti posteriori al 1593 e nel 1598 il comune indisse un concorso per la nomina del suo successore alla carica di "architetto camerale", vinto da Giovanni Aicardi.

## Opere d'architettura

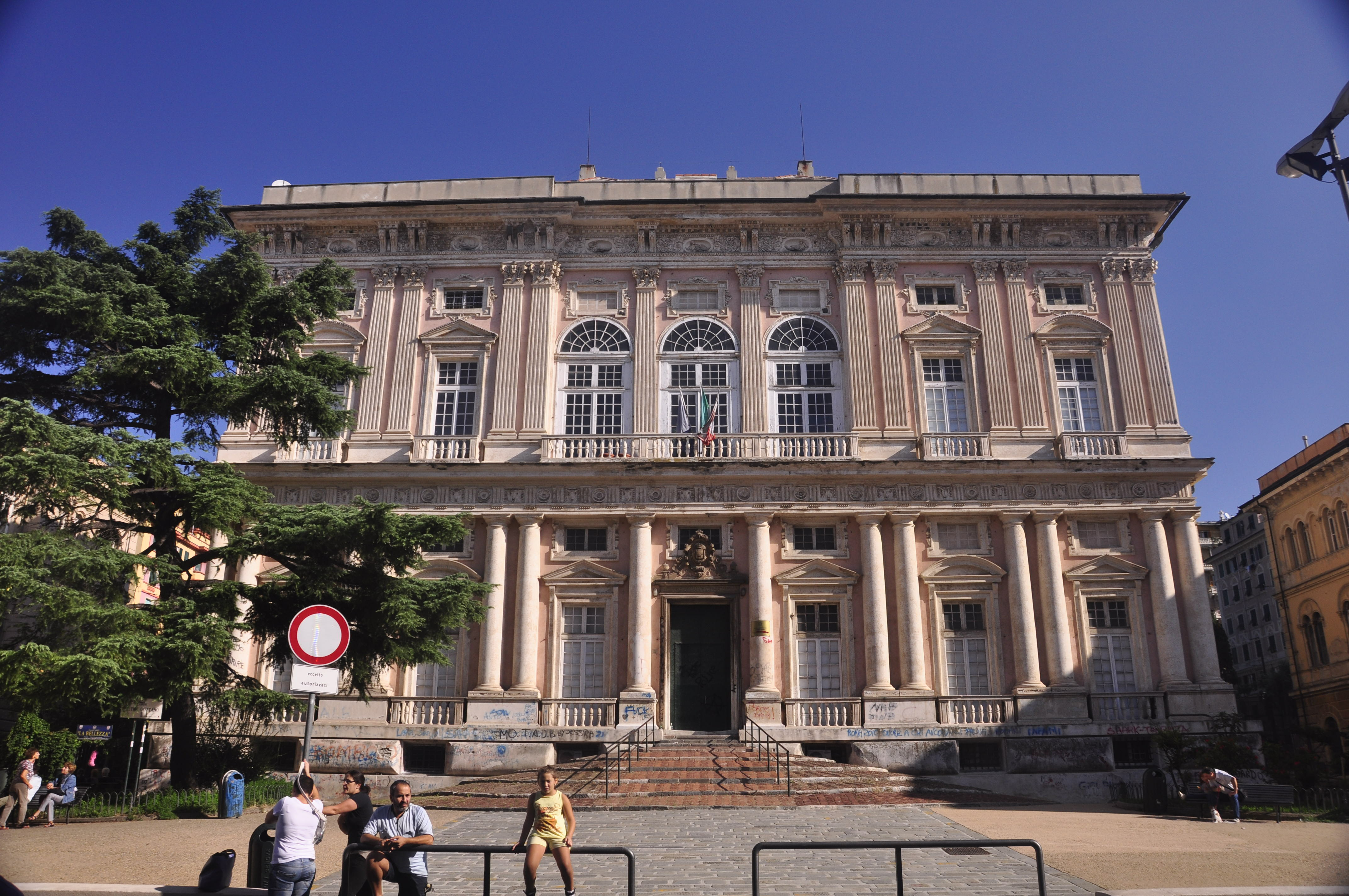
Villa imperiale Scassi, prospetto principale

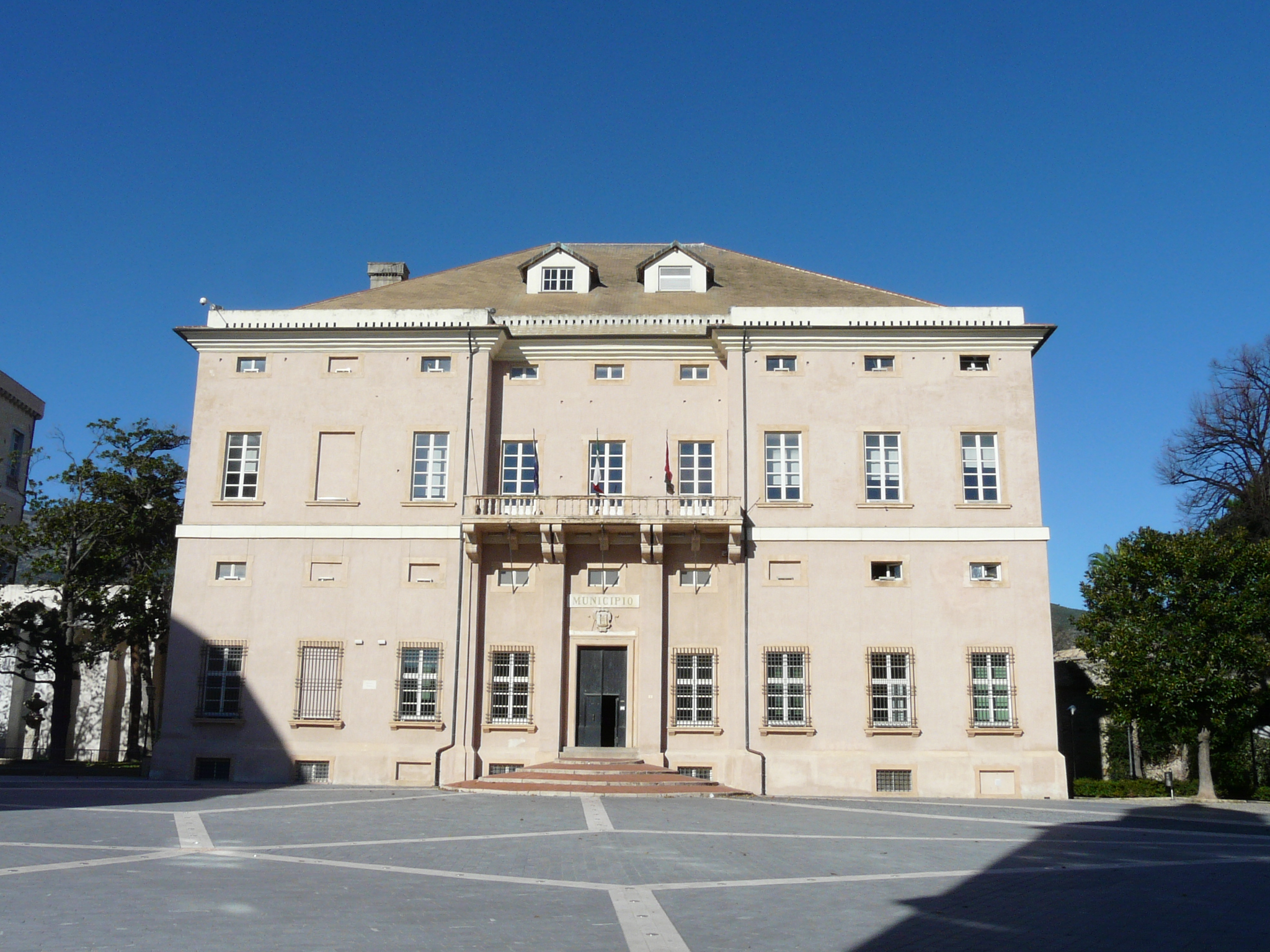
Il palazzo Doria a Loano

- 1558, Palazzo Angelo Giovanni Spinola, nel centro storico di Genova[8][9]
- 1560-1563 Villa Imperiale (detta "la Bellezza") a Sampierdarena, in collaborazione con il fratello Domenico
- 1562, Torre Doria nei pressi dell'abbazia di San Fruttuoso di Capodimonte (Camogli)[10]
- 1562-1566, Palazzo Baldassarre Lomellini (oggi conosciuto come "palazzo Campanella"), in Strada Nuova[5]
- 1565, facciata originaria del palazzo di Luca Grimaldi (in seguito trasformato nell'attuale Palazzo Bianco), in collaborazione con il fratello Domenico [1]
- 1565-1579, Palazzo Doria-Tursi, in collaborazione con il fratello Domenico[5][6][11]
- 1567, completamento della villa Grimaldi "La Fortezza", iniziata da Bernardo Spazio e dopo la morte di questi (1564) portata a compimento dal Ponzello. Questo edificio insieme con la villa Imperiale e la villa Lercari Sauli, "La Semplicità" (Bernardino Cantone e Bernardo Spazio), forma il complesso di ville cinquecentesche di Sampierdarena noto come "triade alessiana", perché ispirate allo stile innovativo del grande architetto perugino[1][5]
- 1574-1578, Palazzo Doria, oggi sede comunale di Loano[5][12]
- 1577, lavori di ampliamento della villa del Principe con la costruzione dei fabbricati a mare e la sistemazione dei giardini[5][13][14]
- 1581, progetto di ampliamento, mai realizzato, per la chiesa della Maddalena, nel centro storico di Genova[15]
- 1583, Palazzetto criminale, sede del tribunale e delle carceri di Genova, realizzato con la collaborazione di Daniele Casella e Giovanni Orsolino, con l'accorpamento e adattamento di costruzioni preesistenti[16]
- 1585, progetto della chiesa di San Pietro in Banchi, Genova, in collaborazione con Andrea Ceresola, detto "Vannone"
- 1588-1589, complesso conventuale di Sant'Agostino nel centro storico di Loano. Costituito dalla chiesa di N. S. della Misericordia, conosciuta come chiesa di Sant'Agostino e Santa Rita, e dall'annesso convento, oggi in parte sede di uffici della curia vescovile di Albenga-Imperia[17]
- 1589, Loggia di Banchi, in collaborazione con il "Vannone"[5][18]
- 1593, lavori di ristrutturazione della chiesa di San Benedetto al Porto, cappella gentilizia della villa del Principe[5][13][14]